# 1-十五烷醇
1-十五烷醇是一种有机化合物，准确来说，是一种醇。它在室温下是一种容易碎成薄片的白色固体。它是一种饱和长链脂肪醇，由十五烷和尾端的羟基组成。它是一种非手性分子（它没有对映异构体）。
1-十五烷醇像其他长链伯醇一样，是工业化学品、润滑油，以及诸如润肤乳和护肤霜的商业用品的成分。此外，它可以用于使用乙氧基化（加入环氧乙烷）和硫酸化（加入磺酸基）的过程中，制造表面活性剂（主要为清洁剂）。